# Grias haughtii
Grias haughtii är en tvåhjärtbladig växtart som beskrevs av Reinhard Gustav Paul Knuth. Grias haughtii ingår i släktet Grias och familjen Lecythidaceae. IUCN kategoriserar arten globalt som sårbar. Inga underarter finns listade i Catalogue of Life.